# Chondrom

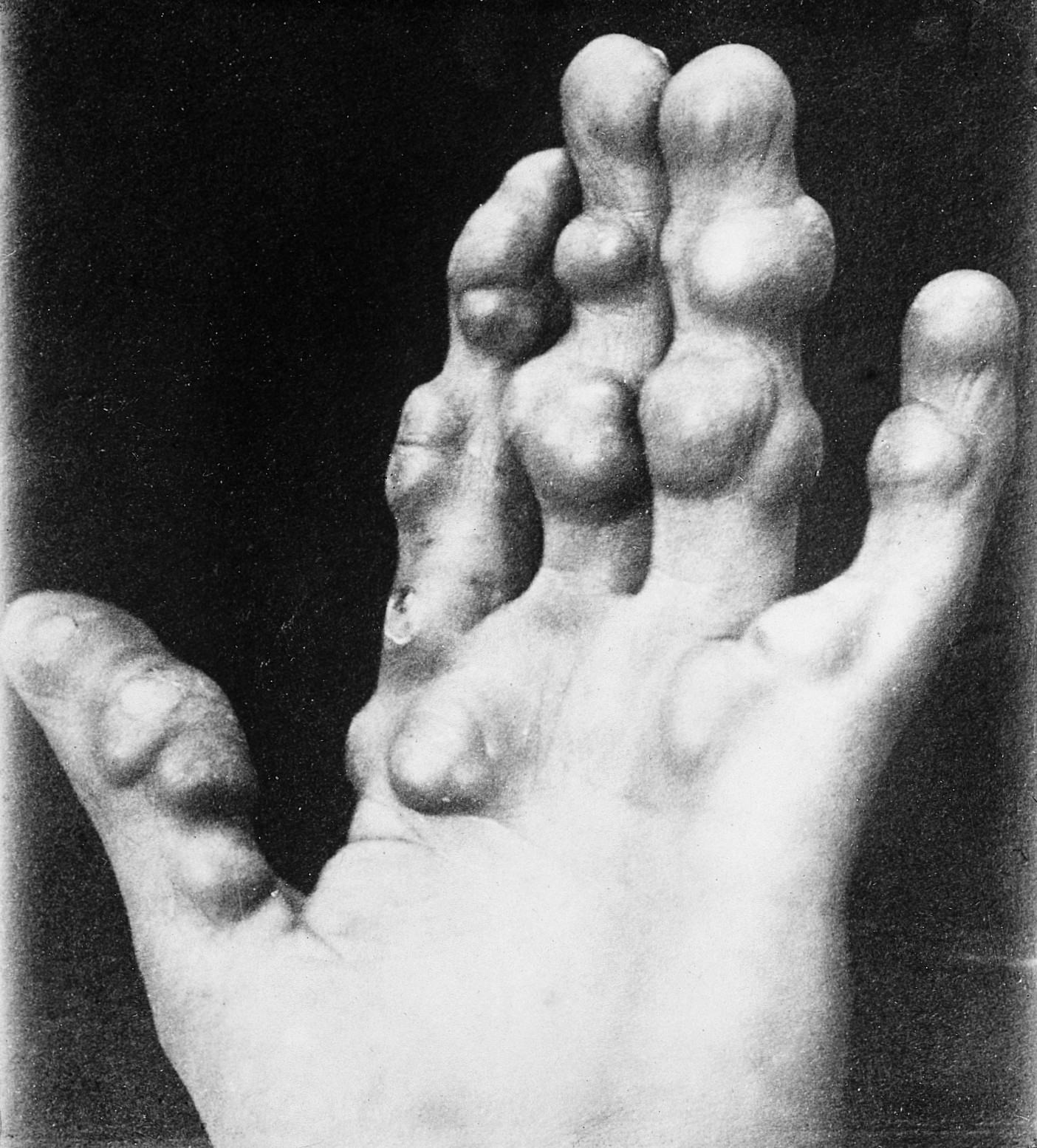

Als Chondrom (von griechisch chóndros „Korn, Stückchen, Körnchen“) bezeichnet man der WHO-Definition gemäß einen gutartigen Tumor, der reifes Knorpelgewebe bildet und feingeweblich keine Zeichen eines Chondrosarkoms aufweist. Chondrome kommen häufig an den Händen, an Oberschenkel- und Oberarmknochen sowie an den Bandscheiben und selten auch an den Knorpelspangen der Bronchien vor.
Das Chondrom ist der zweithäufigste gutartige, knorpelbildende Tumor und tritt gehäuft in der 2. bis 4. Lebensdekade auf. Er bildet typischerweise reifzelliges Knorpelgewebe in den Metaphysen der Röhrenknochen. Männer und Frauen sind gleichermaßen betroffen. Chondrome befinden sich in der Kortikalis, sitzt ein gleichartiger Tumor medullär, wird er als Enchondrom bezeichnet.
Das Chondrom ist häufig ein Zufallsbefund im Rahmen einer Röntgenuntersuchung (z. B. nach einem Unfall). In manchen Fällen kann der Tumor zu pathologischen Frakturen führen. Eine spezifische Therapie ist in den allermeisten Fällen nicht notwendig, das Risiko einer bösartigen Entartung bei einem einzelnen (solitären) Befund minimal. Eine Kontrolle in ein- oder zweijährigen Abständen ist ausreichend. Sollte eine operative Therapie notwendig sein, erfolgt diese in aller Regel durch Ausräumung des Tumors und sofern notwendig Auffüllen des entstandenen Defektes mittels Spongiosaplastik. Feingeweblich imponiert dieser Tumor als umschriebener Knoten aus hyalinem Knorpelgewebe, die Abgrenzung zum hochdifferenzierten Chondrosarkom (bösartig) ist schwierig.